# Anthrenoides faviziae
Anthrenoides faviziae är en biart som beskrevs av Urban 2005. Anthrenoides faviziae ingår i släktet Anthrenoides och familjen grävbin. Inga underarter finns listade i Catalogue of Life.